# シュウ酸第二鉄カリウム
シュウ酸第二鉄カリウム（英語:Potassium ferrioxalate）あるいはトリスオキサラト鉄(III)酸カリウム（英語:potassium trisoxalatoferrate(III)）は化学式K3[Fe(C2O4)3]で表される、酸化数+3の鉄イオンを含む化合物である。シュウ酸イオンが2箇所で中心の鉄(III)イオンに配位したキレート錯体である。カリウムイオンは対イオンとなり、錯体の電荷−3を中和している。三水和物の結晶（K3[Fe(C2O4)3]·3H2O）はエメラルドグリーン色である。溶液中では解離してシュウ酸鉄(III)酸イオン（[Fe(C2O4)3]3−）を生成し、蛍光緑色溶液となる。シュウ酸第二鉄カリウムは光束など化学的な光量の定量に用いられる。

## 調製

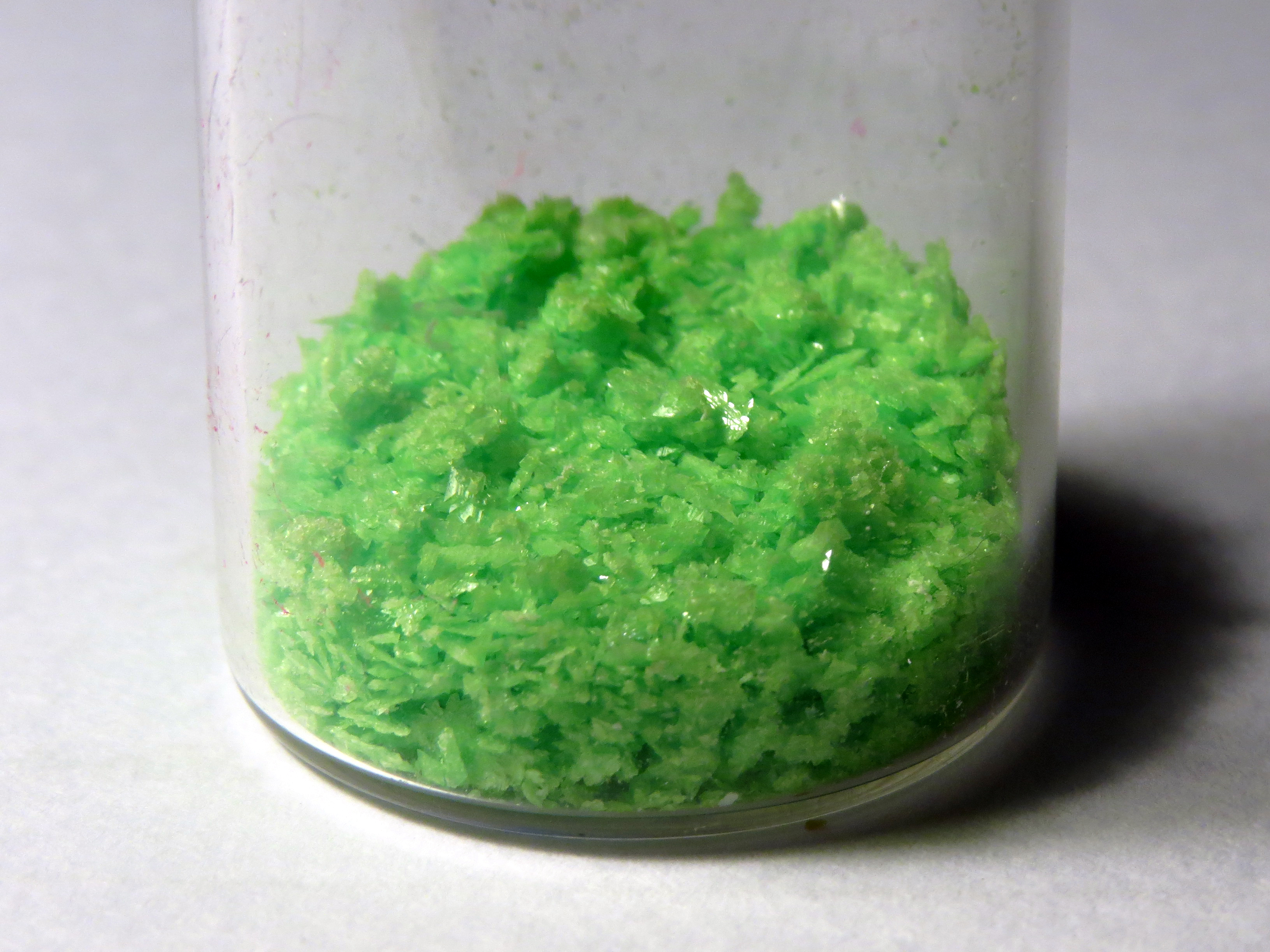
シュウ酸第二鉄カリウム三水和物の結晶

この錯体は硫酸鉄(III)とシュウ酸バリウム、そしてシュウ酸カリウムを反応させて合成する。
Fe2(SO4)3 + 3 BaC2O4 + 3 K2C2O4 → 2 K3[Fe(C2O4)3] + 3 BaSO4
反応物のイオンが水中で混ざり合い、不溶性のBaSO4が沈殿して取り除かれ、この溶液を冷やすと三水和物の緑色結晶が得られる。
他の有名な方法として、塩化鉄(III)の六水和物水溶液とシュウ酸カリウム・一水和物を反応させる方法がある。
FeCl3·6H2O + 3 K2C2O4·H2O → K3[Fe(C2O4)3]·3H2O + 3 KCl + 6H2O

## 構造
シュウ酸鉄錯体は鉄(III)イオンを中心とする八面体形分子構造で、D3の分子対称性を持つ。Fe–O結合の距離は2.0 Åに近い。これは鉄(III)イオンのスピンが高いことを示している。なぜならスピンが低いとヤーン・テラー変形が観察されるからである。アンモニウム塩やナトリウムとカリウムの塩の混合物は同型であり、Al3+やCr3+、V3+の錯体と関連がある。
シュウ酸塩第二鉄錯体は幾何学的に重ね合わせられない2つの形をとることができるため、らせんキラリティーをもつ。IUPAC会議によれば 左手型の巻き方をしている異性体はギリシャ文字のΛ（ラムダ）、その鏡像である右手型の巻き方をしている異性体はΔ（デルタ）の文字が割り当てられている。

## 反応

### 光還元
溶液中で、シュウ酸鉄(III)錯体は光還元される。この過程で分子は光子を吸収し、Fe(C2O4)2−
2とCO2に分解する。鉄(III)イオンは電子を得て還元され、酸化数が+3から+2に減少する。そしてシュウ酸イオンは二酸化炭素に酸化される。
2 [Fe(C2O4)3]3− + hν → 2 [Fe(C2O4)2]2− + 2 CO2 + C2O2−
4

### 熱分解
三水和物を加熱すると、113 °Cで同時に3つの水分子が失われ、一気に無水物になる。
296 °Cでは、無水物の塩が鉄(II)イオンの錯体であるシュウ酸第一鉄カリウムとシュウ酸カリウム、そして二酸化炭素に分解する。
2 K3[Fe(C2O4)3] → 2 K2[Fe(C2O4)2] + K2C2O4 + 2 CO2